# 帕爾瑪車站
帕爾瑪車站（義大利語：Stazione di Parma）是意大利北部艾米利亞-羅馬涅大區帕爾瑪的主要鐵路車站。該車站於1859年啟用，位於米蘭-博洛尼亞鐵路、蓬特雷莫萊鐵路、布雷西亞-帕爾瑪鐵路和帕爾瑪-蘇扎拉鐵路上。該站每年約有800萬人次的客運量。
2007年至2014年間，車站按照西班牙建築師奧里奧·博希加斯的設計進行了重建。